# Landkreis Erfurt (1816–1932)
| Basisdaten                  | Basisdaten           |
| --------------------------- | -------------------- |
| Preußische Provinz          | Provinz Sachsen      |
| Regierungsbezirk            | Erfurt               |
| Verwaltungssitz             | Erfurt               |
| Fläche                      | 280 km² (1910)       |
| Einwohner                   | 38.169 (1910)        |
| Bevölkerungsdichte          | 136 Einw./km² (1910) |
| Gemeinden                   | 40 (1910)            |
| Lage des Landkreises Erfurt |                      |
|                             |                      |

Der Landkreis Erfurt war von 1816 bis 1932 ein Landkreis in der preußischen Provinz Sachsen. Der Kreissitz war in der Stadt Erfurt, die dem Landkreis von 1816 bis 1818 und seit 1872 nicht angehörte. Das ehemalige Kreisgebiet liegt heute in der Stadt Erfurt sowie in den Landkreisen Gotha, Sömmerda und Ilm-Kreis in Thüringen.

## Geschichte
1816 wurde aus dem bei Preußen verbliebenen Teil des Fürstentums Erfurt ohne Sömmerda und Großvargula der neue Landkreis Erfurt im Regierungsbezirk Erfurt der preußischen Provinz Sachsen eingerichtet, zu dem außerdem der vom Großherzogtum Sachsen-Weimar-Eisenach abgetretene Ort Ringleben kam. Die Stadt Erfurt bildete zunächst einen eigenen Stadtkreis. Das Landratsamt befand sich in Erfurt. 1818 wurde der Stadtkreis Erfurt wieder aufgelöst und die Stadt Erfurt dem Landkreis Erfurt eingegliedert, der nun wie die anderen landrätlichen Kreise nur noch schlicht Kreis Erfurt oder auch Erfurter Kreis genannt wurde. 
Am 1. Januar 1872 schied die Stadt Erfurt erneut aus dem Kreis aus und bildete fortan wieder einen eigenen Stadtkreis. Das Landratsamt verblieb weiterhin in Erfurt. Die Gemeinde Ilversgehofen schied am 1. April 1911 aus dem Landkreis aus und wurde in die Stadt Erfurt eingegliedert.
Bei der preußischen Gebietsreform vom 1. Oktober 1932 wurde der Landkreis Erfurt aufgelöst und in den benachbarten Kreis Weißensee eingegliedert. 1950 wurde aus Teilen der Landkreise Gotha, Langensalza, Weimar, Weißensee und Arnstadt wieder ein Landkreis Erfurt eingerichtet, bevor es 1952 in der gesamten DDR zu einer umfassenden Gebietsreform kam, in deren Rahmen unter anderem der Kreis Erfurt-Land eingerichtet wurde.

## Einwohnerentwicklung
| Jahr | Stadt Erfurt | Landgemeinden | Quelle |
| ---- | ------------ | ------------- | ------ |
| 1816 | 15.097       | 12.595        | [ 3 ]  |
| 1843 | 23.480       | 18.597        | [ 4 ]  |
| 1871 | 43.616       | 20.970        | [ 5 ]  |
| 1900 | 85.202       | 33.116        | [ 6 ]  |
| 1910 | 111.463      | 38.169        | [ 6 ]  |
| 1925 | 135.579      | 29.071        | [ 6 ]  |

## Landräte
- 1816–1818 Friedrich von Keller
- 1818–1850 Wilhelm August Türk
- 1850–1864 Friedrich von Hanstein
- 1864–1900 Karl von Müffling genannt Weiß
- 1900–1919 Max Louis Robert Voigt
- 1920–1932 Wilhelm Ide

## Gemeinden
Dem Landkreis Erfurt gehörten 1910 40 Gemeinden an:
| - Alach - Andisleben - Bechstedt-Wagd - Bindersleben - Büßleben - Dachwig - Dittelstedt - Egstedt - Elxleben - Ermstedt | - Friedrichsdorf - Frienstedt - Gispersleben Kiliani - Gispersleben Viti - Gottstedt - Hochheim - Ilversgehofen - Kirchheim - Kleinrettbach - Kühnhausen | - Marbach - Melchendorf - Möbisburg - Mühlberg - Niedernissa - Nottleben - Ringleben - Röhrensee - Salomonsborn - Schmira | - Tiefthal - Tröchtelborn - Urbich - Walschleben - Waltersleben - Wandersleben - Werningsleben - Windischholzhausen - Witterda - Zimmern supra |

Daneben gehörten auch die Gutsbezirke Ringhofen, Wandersleben und Willrode zum Landkreis.